# Ralf Ahrens
Ralf Ahrens (* 1963 in Oldenburg) ist ein deutscher Historiker.

## Leben
Nach kaufmännischer Ausbildung und Berufstätigkeit studierte er von 1988 bis 1994 Geschichte, Politikwissenschaft und Volkswirtschaftslehre an den Universitäten Frankfurt am Main und Freiburg im Breisgau. Im Jahr 2000 erfolgte die Promotion im Fach Wirtschafts- und Sozialgeschichte an der Technischen Universität Dresden. Anschließend war er Wissenschaftlicher Angestellter am Institut für Geschichte der Medizin der Forschungsstelle Zeitgeschichte an der Freien Universität Berlin. Von 2001 bis 2004 war er Wissenschaftlicher Mitarbeiter am Lehrstuhl für Zeitgeschichte der Technischen Universität Dresden. Anschließend wirkte er von 2005 bis 2008 als Wissenschaftlicher Mitarbeiter am Lehrstuhl für Neuere und Neueste Geschichte der Friedrich-Schiller-Universität Jena. Seit 2009 ist er Wissenschaftlicher Mitarbeiter am Leibniz-Zentrum für Zeithistorische Forschung, Redakteur für Wirtschaftsgeschichte bei H-Soz-Kult und Lehrbeauftragter an der Universität Potsdam.

## Schriften

### Monografien
- Strukturpolitik und Subventionen. Debatten und industriepolitische Entscheidungen in der Bonner Republik, Göttingen: Wallstein 2022.
- Hundert Jahre im Westen. Commerzbank und Dresdner Bank im Ruhrgebiet und in Düsseldorf 1917–2017, Frankfurt a. M.: Henrich 2017.
- (mit Johannes Bähr) Jürgen Ponto. Bankier und Bürger. Eine Biografie, München: C. H. Beck 2013.
- (mit Norbert Frei, Jörg Osterloh, Tim Schanetzky) Flick. Der Konzern, die Familie, die Macht, München: Blessing 2009; Paperback, München: Pantheon 2011.
- Die Dresdner Bank 1945–1957. Konsequenzen und Kontinuitäten nach dem Ende des NS-Regimes. Unter Mitarbeit von Ingo Köhler, Harald Wixforth und Dieter Ziegler, München: Oldenbourg 2007.
- Gegenseitige Wirtschaftshilfe? Die DDR im RGW – Strukturen und handelspolitische Strategien 1963–1976 (= Schriften des Hannah-Arendt-Instituts für Totalitarismusforschung, Band 15), Köln: Böhlau 2000.

### Herausgeberschaft
- (mit Astrid M. Eckert) Industrial Policy in Western Europe since the 1960s (= Jahrbuch für Wirtschaftsgeschichte / Economic History Yearbook 58, 2017, Heft 1).
- (mit Marcus Böick, Marcel vom Lehn) Vermarktlichung / Marketization (= Zeithistorische Forschungen / Studies in Contemporary History 12, 2015, Heft 3).
- (mit Boris Gehlen, Alfred Reckendrees) Die „Deutschland AG“. Historische Annäherungen an den bundesdeutschen Kapitalismus (= Bochumer Schriften zur Unternehmens- und Industriegeschichte, Band 20), Essen: Klartext 2013.
- (mit Marcel Boldorf) Systembedingte Innovationsschwäche und betriebliches Innovationsverhalten in der DDR (= Technikgeschichte 79, 2012, Heft 1).
- (mit Harald Wixforth) Strukturwandel und Internationalisierung im Bankwesen seit den 1950er Jahren (= Geld und Kapital, Band 10), Stuttgart: Steiner 2010.
- Umbrüche und Kontinuitäten in der mitteleuropäischen Kreditwirtschaft nach dem Zweiten Weltkrieg (= Geld und Kapital, Band 9), Stuttgart: Steiner 2008.